# Bouteille de découplage
Pour les articles homonymes, voir Bouteille (homonymie).
Une bouteille de découplage dans le domaine de l'hydraulique, peut être utilisée dans les circuits de chauffage notamment avec les pompes a chaleur.
La bouteille de découplage hydraulique permet de rendre hydrauliquement indépendant deux circuits, un circuit primaire et un circuit secondaire pour une installation de chauffage ou de climatisation. Cela permet de protéger la pompe à chaleur et d'allonger sa durée de vie. 
Le circuit primaire comprend un circuit de production d'énergie issue d’une pompe à chaleur. Le circuit secondaire inclut les émetteurs, ventilo convecteurs, radiateurs, chauffage au sol.
Bien que cette séparation ne soit pas physique, le primaire et le secondaire possèdent chacun leur propre pompes.
Elle peut avoir différentes fonctions:
- séparateur hydraulique
- pot de décantation
- Purgeur

Avantages d’une bouteille de découplage :
- Permet un point neutre hydrauliquement.
- Permet un débit constant au primaire.
- Offre une bonne maîtrise du débit et des pressions au secondaire en particulier quand plusieurs circuits fonctionnent indépendamment l'un de l'autre.
- offre la possibilité d'avoir au secondaire des circuits à des températures différentes du primaire.
- Permet un purgeur d’air pour évacuer l'air (en point haut).
- Permet la décantation et l’élimination des boues (en partie basse).